# Serropalpus valdivianus
Serropalpus valdivianus is een keversoort uit de familie zwamspartelkevers (Melandryidae). De wetenschappelijke naam van de soort werd in 1859 gepubliceerd door Rodolfo Amando Philippi.